# Vila Braga
Vila Braga é uma aldeia de São Tomé e Príncipe, localiza-se ao Norte, no distrito da Lobata, ilha de São Tomé, próxima às localidades Guadalupe, Agostinho Neto e Santa Luzia.